# Паймир
Пайми́р (рос. Паймыр, марій. Паймыр) — присілок у складі Моркинського району Марій Ел, Росія. Входить до складу Шоруньжинського сільського поселення.

## Населення
Населення — 38 осіб (2010; 44 у 2002).
Національний склад (станом на 2002 рік):
- марі — 100 %